# توتنهام هوتسبير موسم 2004–05
كان موسم 2004–05 هو الموسم الثالث عشر لتوتنهام هوتسبير في الدوري الإنجليزي الممتاز والموسم السابع والعشرين على التوالي في الدرجة الأولى من نظام الدوري الإنجليزي لكرة القدم.